# Mason (Wisconsin)
Mason és una població dels Estats Units a l'estat de Wisconsin. Segons el cens del 2000 tenia 72 habitants.

## Demografia
Segons el cens del 2000, Mason tenia 72 habitants, 26 habitatges, i 19 famílies. La densitat de població era de 54,5 habitants per km².
Dels 26 habitatges en un 30,8% hi vivien nens de menys de 18 anys, en un 69,2% hi vivien parelles casades, en un 7,7% dones solteres, i en un 23,1% no eren unitats familiars. En el 23,1% dels habitatges hi vivien persones soles el 7,7% de les quals corresponia a persones de 65 anys o més que vivien soles. El nombre mitjà de persones vivint en cada habitatge era de 2,77 i el nombre mitjà de persones que vivien en cada família era de 3,3.
Per edats la població es repartia de la següent manera: un 31,9% tenia menys de 18 anys, un 4,2% entre 18 i 24, un 26,4% entre 25 i 44, un 20,8% de 45 a 60 i un 16,7% 65 anys o més.
L'edat mediana era de 37 anys. Per cada 100 dones de 18 o més anys hi havia 96 homes.
La renda mediana per habitatge era de 32.917 $ i la renda mediana per família de 34.583 $. Els homes tenien una renda mediana de 19.583 $ mentre que les dones 13.125 $. La renda per capita de la població era de 12.742 $. Aproximadament el 15,4% de les famílies i el 30,6% de la població estaven per davall del llindar de pobresa.

## Poblacions més properes
El següent diagrama mostra les poblacions més properes.